# Фортеця Камерленго
Фортеця Камерленго — укріплення у Трогірі (Хорватія).

## Історія
1380 р. на місці майбутньої фортеці була зведена Вежа Ланцюгів. 
Камерленго збудували після 1420 р., коли Трогір увійшов до складу Венеційської республіки. Фортеця захищала канал і порт. Мури прикрасили лев святого Марка (символ Венеційської республіки), герби дожа Франческо Фоскарі, венеційського адмірала П'єтро Лоредана та трогірського князя Маддалено Контаріні.
Камерленго будували за проектом венеційського військового інженера Пінціно з Бергамо під керівництвом майстра Маріна Радоєва.
Укріплення було оточення ровом, а з північної та східної сторони — високим насипом. Головна брама з люнетом і розвідним мостом була розташована на півночі.
Будівлі у внутрішньому дворі замку, в яких мешкав кастелян (доглядач замку) й охорона, а також каплиця святого Марка були розібрані в ХІХ столітті.

## Сучасність
Фортецю використовують як музей. На вежі розташований оглядовий майданчик.
У літній період на території подвір'я проходять фестивалі, карнавали та концерти.